# Flugplatz Peine-Glindbruchkippe

i7
i11
i13
Der Flugplatz Peine-Glindbruchkippe (ICAO-Code: EDVP) ist ein deutscher Flugplatz in Peine in Südostniedersachsen. Er ist seit 2016 als Sonderlandeplatz zugelassen und trägt den ICAO-Code EDVP.
Geöffnet ist der Platz normalerweise während der Sommerzeit am Wochenende zwischen 10.00 und 18.00 Uhr. Er ist auf Kanal 122,830 MHz und dem Rufnamen Peine-Radio erreichbar. Bei Südwind ist im Anflug auf Leeturbulenzen zu achten.
Der Platz liegt auf einem 15 m hohen künstlichen Plateau, das aus Bodenaushub beim Bau des Mittellandkanals entstanden ist.